# Odaba
Ottorino Dalla Baratta, chiamato anche Otto Dalla Baratta, detto Odaba, (Padova, 25 gennaio 1909 – Padova, 14 novembre 1983), è stato un illusionista, pittore e scultore italiano.

## Biografia
Il padre muore nel 1922, quando il ragazzo è appena tredicenne, ma l'agiatezza famigliare gli permette comunque di studiare nel prestigioso collegio veneziano “Ravà”. Curioso, intelligente e con un notevole spirito d'iniziativa, il ragazzo non fatica a farsi notare anche a scuola, con ottimi voti e la stima dei compagni.
Si diploma ragioniere presso l'istituto “Calvi” e in seguito si laurea in Economia e Commercio presso l'Università Ca' Foscari di Venezia. Tutto questo con grande entusiasmo ma anche sacrificio visto che, nel frattempo, le ricchezze della famiglia erano state dilapidate da una dolosamente cattiva amministrazione.
La laurea permette a Ottorino, diventato Otto per gli amici, di distinguersi nel proprio lavoro che lo vede anche direttore della filiale veronese della “Olivetti”, azienda, in quegli anni, molto importante.
Ma la sua passione e il suo cuore, il ragazzo lo mette soprattutto nei suoi tanti hobbies che, in un primo tempo, si concentrano soprattutto nella pittura e nella scultura. Nel 1931, appena ventunenne, partecipa con le sue opere ad una mostra “futurista” inaugurata da Filippo Tommaso Marinetti, fondatore del relativo movimento.
Negli anni quaranta inventa un particolare sistema stenografico che viene pubblicato nel 1945 dall'importante casa editrice Hoepli, la stessa che, negli stessi anni, mette a disposizione del pubblico due fondamentali trattati di prestidigitazione: “Magia delle carte” e “Il trucco c'è ma non si vede”, entrambi scritti dall'Ammiraglio Carlo Rossetti.
Forse proprio attraverso questi libri, Otto Dalla Baratta inizia ad appassionarsi all'arte della prestidigitazione.
Nel 1956, quando entra a far parte del neonato Club Magico Italiano, dimostra già una certa esperienza nel campo.
Otto Dalla Baratta si era già appassionato anche alla musica e alla ventriloquìa, eppure riusciva a coltivare queste passioni con incredibile competenza. 
(Vinicio Raimondi, Spettacolo magico)
La sua passione si concentra fin dall'inizio sul mentalismo, la branca della prestidigitazione che si occupa di replicare fenomeni e doti paranormali come preveggenza, telepatia e lettura nel pensiero. Legge e studia i testi stranieri su questa specialità, assai poco diffusa in Italia, e diviene in breve tempo un punto di riferimento per tutti gli appassionati neo-mentalisti italiani che, attraverso i numerosissimi articoli da lui pubblicati su “Magia Moderna” scoprono, numero dopo numero, un mondo meraviglioso apparecchiato con grande competenza.
Odaba (nome d'arte con cui firma i propri articoli e si esibisce in pubblico) non solo pubblica in Italia tecniche e segreti estrapolati da libri stranieri, ma li modifica migliorandoli, ne inventa di nuovi, si batte per far capire ai lettori l'importanza di una curata presentazione, riuscendo a essere innovativo e lungimirante, tanto che i suoi effetti e i suoi consigli appaiono validissimi anche al lettore di oggi.
Nel 1968 Otto Dalla Baratta crea un nuovo personaggio da portare sulle tavole del palcoscenico: Babà Alì. Si tratta di un turco, nelle vesti del quale, coadiuvato dalla moglie Jole (Dena, in scena), Dalla Baratta porta in scena vecchi giochi rivisitati e invenzioni completamente nuove, spesso in odore di vera e propria sperimentazione e sotto forma di mago “comico”. Il numero del panciotto che cambia colore nove volte gli vale anche il primo premio ad un congresso magico a Marsiglia e alle “Panteraie” di Montecatini Terme, oltre a numerosi apprezzamenti nei vari congressi italiani e internazionali.
Come “Odaba” o come “Babà Alì”, Dalla Baratta non solo inventa e scrive, ma si esibisce spesso per il Club Magico Italiano, che stava crescendo notevolmente insieme al diffondersi dell'arte magica. Nei Festival di S. Andrea Bagni, Recoaro Terme, Montecatini Terme, Imola... il pubblico e i colleghi lo ammirano sempre con effetti nuovi, magistralmente presentati.
Raimondi lo ricorda anche nel cast dell'“Estate romana” a Villa Torlonia nel 1980.
Alcuni degli effetti di sua invenzione vengono anche commercializzati, da lui stesso, oppure dai (pochi) commercianti magici del tempo.
Ottorino Dalla Baratta muore nella sua città, Padova, il 14 novembre 1983.

## Curiosità
- Nel settembre del 1976, Ottorino Dalla Baratta e la moglie Jole sono protagonisti di un episodio che richiama anche l'attenzione dei giornali. A Torino, dopo uno spettacolo, le due valigie che contenevano tutta l'attrezzatura magica per l'esibizione di Babà Alì, vengono sottratte dall'auto del prestigiatore. Il quotidiano “La Stampa” di Torino se ne occupò con un articolo che uscì il 20 settembre intitolato: “Trent'anni di illusioni rubate sull'auto di Ali Babà e signora”[2]. Ed è lo stesso artista, nell'articolo, a confessare:

(Riferendosi al già citato numero del panciotto che cambia colore)